# Manevyčský rajón
Manevyčský rajón (ukrajinsky Маневицький район) byl rajón ve Volyňské oblasti na Ukrajině. Hlavním městem bylo Manevyči a rajón měl přibližně 54 tisíc obyvatel. 

## Sídla v rajónu
- Kolky
- Manevyči